# Helianthemum apenninum
Helianthemum apenninum (L.) Mill., 1768 è una pianta della famiglia delle Cistacee.

## Descrizione
È una pianta suffruticosa, alta 5–30 cm, prostrata o eretta, con rami che spesso mettono radici. 
I fiori, larghi circa 2 cm sono bianchi, a 5 petali dall'aspetto stropicciato, sono riuniti in infiorescenze rade; le foglie grigio-pelose sono lunghe 1/2–2 cm.
Ne esiste una varietà coltivata a fiori rosa.

## Distribuzione e habitat
H. apenninum è diffuso in Europa sino all'Egeo. È largamente diffuso anche sulle Alpi, fino a 1700 m e sui Pirenei, fino a 1800 m.
Fiorisce tra maggio e luglio, su rocce calcaree, in luoghi sassoso-erbosi.